# Hubbangeri, Kumta
Hubbangeri là một làng thuộc tehsil Kumta, huyện Uttar Kannad, bang Karnataka, Ấn Độ.